# (4396) Gressmann
(4396) Gressmann est un astéroïde de la ceinture principale.

## Description
(4396) Gressmann est un astéroïde de la ceinture principale. Il fut découvert le 3 mai 1981 à la station Anderson Mesa par Edward L. G. Bowell. Il présente une orbite caractérisée par un demi-grand axe de 2,22 UA, une excentricité de 0,19 et une inclinaison de 3,7° par rapport à l'écliptique.

## Compléments